# 쓰시마살무사
쓰시마살무사(학명: Gloydius tsushimaensis)는 살무사과 살무사아과 살무사속에 속하는 뱀의 일종으로,오로지 일본의 쓰시마섬에 한하여 서식한다.